# Соснувка (Ґрудзьондзький повіт)
Соснувка (пол. Sosnówka, нім. Schönsee) — село в Польщі, у гміні Ґрудзьондз Ґрудзьондзького повіту Куявсько-Поморського воєводства.
Населення — 187 осіб (2011).
У 1975-1998 роках село належало до Торунського воєводства.

## Демографія
Демографічна структура станом на 31 березня 2011 року:
|          | Загалом | Допрацездатний вік | Працездатний вік | Постпрацездатний вік |
| -------- | ------- | ------------------ | ---------------- | -------------------- |
| Чоловіки | 98      | 28                 | 60               | 10                   |
| Жінки    | 89      | 22                 | 48               | 19                   |
| Разом    | 187     | 50                 | 108              | 29                   |